# جام کمپئونز ۲۰۲۰
جام کمپئونز ۲۰۲۰ قرار بود سومین دوره جام کمپئونز باشد، یک رقابت سالانه فوتبال در آمریکای شمالی که بین قهرمان فصل قبل لیگ برتر فوتبال و برنده سوپر جام مکزیک برگزار می‌شود.
قرار بود این مسابقه بین تیم‌های سیاتل ساندرز، قهرمان جام ام‌ال‌اس ۲۰۱۹ و قهرمان سوپر جام مکزیک ۲۰۲۰ برگزار شود. قرار بود تیم سیاتل ساندرز در ۱۲ اوت ۲۰۲۰ در ورزشگاه سنچوری لینک فیلد در سیاتل، واشینگتن، ایالات متحده میزبان این مسابقه باشد. جام کمپئونز، جام لیگ‌ها و بازی مسابقه ستارگان لیگ برتر فوتبال ایالات متحده آمریکا در ۱۹ مه ۲۰۲۰ لغو شدند تا با از سرگیری فصل عادی پس از تعلیق به دلیل دنیاگیری کووید-۱۹، تاریخ‌های مسابقات بیشتری در دسترس باشد.

## مسابقه

### جزئیات
| سیاتل ساندرز | لغو شد | برنده سوپر جام مکزیک ۲۰۲۰ |
| ------------ | ------ | ------------------------- |
|              |        |                           |